# Östansjö
Östansjö è un'area urbana della Svezia situata nel comune di Hallsberg, contea di Halland.
La popolazione rilevata nel censimento 2010 era di 868 abitanti .